# Bécsi béke (1606)

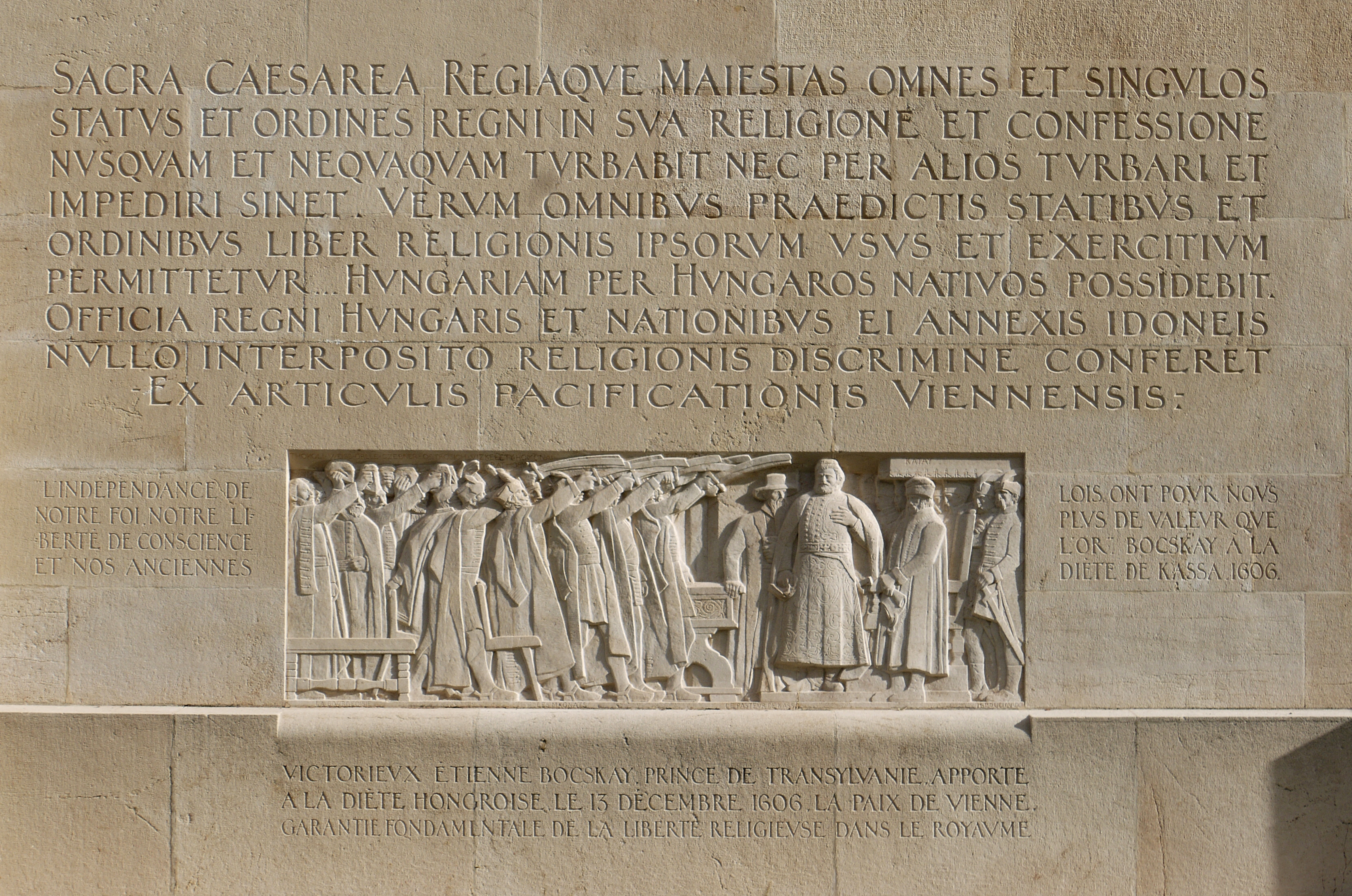
A békéről (különösen annak vallási rendelkezéséről) megemlékező felirat a reformáció genfi emlékművén

Az 1606-os bécsi béke Bocskai István és Rudolf király (II. Rudolf császár) közötti megegyezés (1606. június 23.), amelyben többek között Bocskai kötelezi II. Rudolfot arra, hogy kössön békét a törökökkel. Ezzel a békével zárul a tizenöt éves háború és a Bocskai István által vezetett felkelés.
A békében szereplő feltételek:
- szabad vallásgyakorlás Magyarország területén;
- ismét választhatott az országgyűlés nádort (ez 1608-ban meg is történt);
- a legfontosabb magyarországi tisztségekre magyarokat kellett kinevezni;
- a Szent Koronát Magyarország területén kellett őrizni;
- a magyar városok megtarthatták korábban szerzett jogaikat;
- Erdély különválása elismerést nyer (Bocskai és férfiági utódainak uralma alatt), azonban a magyar nemzet egységesnek nyilvánítja magát a törökkel szemben.
- a törökökkel békét kellett kötni (ez az 1606-os zsitvatoroki békében meg is valósult)

## Lásd még
- A reformáció Magyarországon
- Bocskai-felkelés